# Detektyw Bruno
Detektyw Bruno – polska komedia familijna z 2022 roku w reżyserii Magdaleny Nieć oraz Mariusza Paleja, wyprodukowana przez Joannę Szymańską na podstawie scenariusza Marcina Ciastonia i Ewy Rozenbajgier.

## Fabuła
Głównym bohaterem filmu jest ośmioletni Oskar (Iwo Rajski), wielki fan serialu "Detektyw Bruno". Chłopiec mieszka w rodzinnym domu dziecka i w dniu urodzin znajduje kopertę, zawierającą wskazówkę prowadzącą do ostatniego, ukrytego przez jego rodziców prezentu. Decyduje się wynająć najlepszego znanego sobie detektywa, by ten pomógł mu rozwiązać zagadkę. Jednak serialowy Bruno to w rzeczywistości Bruno Księski (Piotr Głowacki) - wypalony, cyniczny i nielubiący dzieci aktor, przeżywający właśnie wielki kryzys wizerunkowy.

## Obsada
- Iwo Rajski - Oskar Walczak
- Piotr Głowacki - Bruno Księski
- Karolina Gruszka - Hanna
- Edyta Jungowska - Ciocia
- Ireneusz Czop - Wujek
- Dorota Kolak - Maryśka
- Rafał Mroczek - Gaweł
- Marcin Mroczek - Paweł
- Diana Zamojska - Zośka
- Martyna Woźniak - Patrycja
- Mia Goti - Kaja
- Krzysztof Kuligowski - Alek
- Maja Stuchlik - Maja
- Maksymilian Stuchlik - Maks
- Damian Kret - Mikołaj Kapecki
- Magdalena Nieć - Basia, scenarzystka "Detektywa Bruna"
- Ewelina Starejki - Alicja
- Wojciech Skibiński - Witold, producent "Detektywa Bruna"
- Mariusz Palej - reżyser "Detektywa Bruna"
- Robert Wabich - ochroniarz w studio telewizyjnym, ojciec Kacperka
- Julian Grotkowski - Kacperek
- Małgorzata Jóźwik - pani ambasadorka Górnej Karpatii
- Michał Lewandowski - attache
- Emilia Kopeć, Magda Sikorska, Mariusz Połomka - orkiestra kameralna
- Grzegorz Jerzak
- Marta Jarczewska - prowadząca spotkanie
- Michał Zakrzewski - strong man
- Patrycja Durska - blondynka
- Paulina Fok - bardzo kolorowa celebrytka
- Maciej Nawrocki - prowadzący galę "Seriale i Życie"
- Rafał Nowaczuk - model
- Jakub Wieczorek - taksówkarz
- Hai Nam Bui Ngoc - "kolekcjoner" w serialu
- Jan Grządziela - bloger
- Marta Maria Wiśniewska - Aniela Kuc, opiekunka zwierząt w ZOO
- Michał Grudziński - kapelusznik
- Andrzej Mamcarz - strażnik w Pałacu Kultury i Nauki
- Martyna Peszko - mama Oskara
- Rafał Kwietniewski - tata Oskara
- Paweł Sakowski - kierowca wytwórni
- Helena Klawe - Zuzia, córka Hanny
- Jadwiga Grygierczyk - starsza pani
- Paweł Warchoł - taksówkarz

## Produkcja
Zdjęcia kręcono w Warszawie (Królikarnia, Pałac Kultury i Nauki, Wybrzeże Kościuszkowskie, Ogród Zoologiczny, Teatr Polski).

## Nagrody
| Rok  | Festiwal/organizator                 | Nagroda                                                                    |
| ---- | ------------------------------------ | -------------------------------------------------------------------------- |
| 2022 | Festiwal Polskich Filmów Fabularnych | Złote Lwiątka im. Janusza Korczaka (nagroda w konkursie "Gdynia Dzieciom") |